# Fair Antigua, We Salute Thee
Fair Antigua, We Salute Thee é o hino nacional de Antígua e Barbuda. Escrito por Novelle Hamilton Richards e com música composta por Walter Garnet Picart Chambers, foi adoptado após a independência, em 1967. O God Save the Queen continua como Hino real.